# Szőke László (labdarúgó, 1930)
Szőke László (Budapest, 1930. október 17. – Udine, 2014. március 19.) egykori magyar labdarúgó. Az Udine tartománybeli Tavagnaccoban élt.

## Pályafutása
1949-ben az olasz Fanfulla csapatában kezdte pályafutását. Egy év elteltével Dél-Amerikába szerződött a kolumbiai Junior Barranquilla együtteséhez. Később átigazolt az Udinese csapatához, ahol az 1955/56 szezonban másodikok lettek az AC Milan mögött. Ezt követően a Triestina játékosa, amellyel megnyerte a Serie B 1957/58-as bajnokságát.
1960-ban átkerült Brescia csapatához, ahol Sárosi Györggyel találkozott, de a szezon végére visszakerült Triestinába.
A Triestinával a Serie B-ben játszott, többek között megnyerték az 1961/1962-es bajnokságot és csapata egyik legjelentősebb játékosa lett. 1963-ban egy súlyos lábsérülést követően hagyott fel a labdarúgással.